# Рено дьо Монмирай
Рено дьо Монмирай (на френски: Renaud de Montmirail) е френски рицар, участник в Четвъртия кръстоносен поход. Роден е през  1175 г. Загива на 14 април 1205 г. в битката при Адрианопол в бой срещу войските на българския цар Калоян.
Рено дьо Монмирай е по-малък брат на Ерве IV дьо Донзи, граф на Невер, съпруг на Матилда I дьо Куртене. Монмирай е братовчед на граф Луи дьо Блоа, един от основните водачи в Четвъртия кръстоносен поход. След превземането на Зара, Монмирай е един от рицарите, които не одобряват атакуването на християнски градове и не последват основната армия към Константинопол. Заедно с група рицари Рено дьо Монмирай заминава за Бари в Южна Италия и от там отплава директно за Светите Земи. След превземането на Константинопол през 1204 г., Рено дьо Монмирай заедно с Етиен дьо Перш заминава за столицата на Латинската империя и дава клетва за вярност на император Балдуин I. През април 1205 г. той е заедно с император Балдуин, който обсажда бунтовния град Адрианопол в Тракия. На 14 април в разразилата се битка при Адрианопол рицарите са въвлечени в капан от лека куманска конница и са разбити от армията на българския цар Калоян. Рено дьо Монмирай загива в сражението заедно с приятеля си Етиен дьо Перш и братовчед си граф Луи дьо Блоа.